# Jacky Theurot
Jacky Theurot, né à Épinac le 17 janvier 1947 est un historien français, professeur émérite de l'Université de Franche-Comté, spécialiste de la Franche-Comté et notamment de la ville de Dole.
Bourguignon de naissance, Jacky Theurot a enseigné l'histoire médiévale à l'Université de Franche-Comté. Il est directeur de l'Université ouverte à Dole.

## Publications (sélection)
- « Une élite urbaine au service de Bourgogne. Les hommes de loi à Dole du XIVe siècle au début du XVIe siècle » in Jean-Marie Cauchies [dir.], Les juristes dans la ville. Urbanisme, société, économie, politique, mentalités, Neuchâtel, Publications du centre européen d'études bourguignonnes, 2000, p. 9-32.
- L'Université de Dole au service de Bourgogne. L'Université, les gens de savoir et le prince (1423-début XVIe siècle).
- Le chantier de Notre-Dame de Dole (Jura) au début du XVIe siècle.
- Jacky Theurot, Dole. Genèse d'une capitale provinciale, Cahiers Dolois, 1998 (2 volumes).
- Annie Gay, Jacky Theurot, Histoire de Dole, Privat, 2003.
- Nicole Brocard, Jacky Theurot, La ville et l'Église du XIIIe siècle à la veille du concile de Trente. Regards croisés entre comté de Bourgogne et autres principautés, Presses Universitaires de Franche-Comté, 2008.
- Jacky Theurot, Une Mémoire doloise. Sur les pas de Julien, Cabedita, 2008.
- Jacky Theurot, Le Jura autrefois. images retrouvées de la vie quotidienne  Editions Horvath 1986